# Rob Tamsma
Robert (Rob) Tamsma (Amsterdam, 16 januari 1922 - Loosdrecht, 13 oktober 2005) was een Nederlands geograaf.
Tamsma was voor en na zijn afstuderen enkele jaren leraar te Utrecht. Daarna was hij wetenschappelijk ambtenaar aan de Rijksuniversiteit te Utrecht en lector aan de Economische Hogeschool (nu Erasmus Universiteit) te Rotterdam. In 1966 promoveerde hij cum laude op het proefschrift De Moshav Ovdiem. Invloeden op de sociale geografie van Israel's coöperatieve kleine-boerendorpen zonder loonarbeid. 
Van 1966 tot 1988 was hij hoogleraar economische en sociale geografie aan de Rijksuniversiteit Groningen. Hij verwierf tijdens zijn hoogleraarschap een grote kennis van de geografie van Noord-Nederland en van de energiegeografie; hij schreef een groot aantal artikelen over deze onderwerpen. Zijn interesse voor het middelbaar onderwijs uitte zich in zijn langjarig redacteurschap van de bekende schoolboekenserie Geo Geordend. Tamsma aanvaardde met tegenzin de radenstructuur die de Wet Universitaire Bestuurshervorming aan de universiteit oplegde, alsook de bestuurlijke functies die de kroondocenten daarin moesten bekleden. Hij voerde die taken wel met grote nauwgezetheid uit. Mede daardoor kwam hij in zijn hoedanigheid  van voorzitter van de faculteit in conflict met Willem Frederik Hermans, die op dezelfde faculteit lector in de fysische geografie was. De onenigheid leidde aanvankelijk tot een overplaatsing van de lector naar de subfaculteit geologie. Een half jaar nadien vertrok Hermans naar Parijs. Hermans probeerde daarna met zijn karikaturiserende sleutelroman Onder professoren (1975) met de Groningse academische wereld af te rekenen. Tamsma figureert daarin onder de doorzichtige schuilnaam Tamstra. In een uitzending van het programma Andere Tijden (2003) die in het teken stond van de rel omtrent Hermans' functioneren als lector in Groningen liet Tamsma blijken dat hij door de affaire Hermans in zijn wetenschappelijk werk werd belemmerd. Tamsma werd vanwege zijn verdiensten voor de economische en sociale geografie benoemd tot erelid van het Koninklijk Nederlands Aardrijkskundig Genootschap.
- Gemeinsame Normdatei: 119370271
- International Standard Name Identifier: 0000 0000 5745 3909
- Library of Congress Control Number: n87948963
- Nationale Bibliotheek van Tsjechië: vse2017946097
- Nationale Bibliotheek van Israël: 987007275482105171
- Nederlandse Thesaurus van Auteursnamen: 069991405
- Système universitaire de documentation: 070446377
- Virtual International Authority File: 37725138
- WorldCat: E39PBJjmQBvkKCCrd6Rkx4V3cP